# Peter Sarsgaard
Peter Sarsgaard, właściwie John Peter Sarsgaard (ur. 7 marca 1971 w Belleville) – amerykański aktor filmowy, teatralny i telewizyjny, nominowany do nagrody Złotego Globu za rolę Charlesa „Chucka” Lane’a w dramacie Pierwsza strona (Shattered Glass, 2003).

## Życiorys

### Wczesne lata
Urodził się w Belleville w stanie Illinois jako syn Judy Lea (z domu Reinhardt) i Johna Dale’a Sarsgarda. Jego ojciec był inżynierem lotnictwa United States Air Force, a później pracował dla Monsanto i IBM. Jego nazwisko pochodzi z Danii, gdzie urodzili się jego dwaj pradziadkowie ze strony ojca. Wychowywany był w wierze rzymskokatolickiej, a następnie służył jako ministrant. Ze względu na charakter pracy ojca, jego rodzina przenosiła się więcej niż 12 razy.
W wieku siedmiu lat Sarsgaard początkowo chciał zostać piłkarzem i zajął się baletem, aby poprawić swoją koordynację ruchową. Po kilku kontuzjach podczas gry w piłkę nożną, porzucił sport i zainteresował się pisaniem i teatrem. Uczęszczał do prywatne szkoły jezuickiej dla chłopców Fairfield College Preparatory School w Fairfield w Connecticut, gdzie zainteresował się filmami. Następnie przez dwa lata uczył się w Bard College w Nowym Jorku, zanim w 1991 roku przeniósł się na Washington University in St. Louis, gdzie był współzałożycielem trupy impro „Mama Pot Roast”. Zaczął także występować w sztukach nowojorskiego Actors Studio, a jego pierwszą rolą był Laurenty – sługa Tartuffe'a w komedii Świętoszek Moliera. W 1993 roku ukończył studia na wydziale historii i przeniósł się do Nowego Jorku.

### Kariera
W 1995 zadebiutował na scenie Off-Broadwayu w sztuce Laura Dennis autorstwa Hortona Foote. W następnym roku zagrał w Królestwie Ziemi (Kingdom of Earth) z Cynthią Nixon w reżyserii Jana Camerona Mitchella. Jego występ w sztuce otrzymał pochlebne recenzje wśród krytyków. W dramacie kryminalnym Tima Robbinsa Przed egzekucją (Dead Man Walking, 1995) zadebiutował w roli zamordowanego nastolatka, zabitego przez postać graną przez Seana Penna.
Pojawił się gościnnie w jednym z odcinków serialu NBC Prawo i porządek (Law & Order, 1995), potem w policyjnym Fox Oblicza Nowego Jorku (New York Undercover, 1997), a także w kilku niezależnych produkcjach: Następny dzień w raju (Another Day in Paradise, 1997) z Jamesem Woodsem, Melanie Griffith i Natashą Gregson Wagner oraz Desert Blue (1998). W ekranizacji powieści Alexandre Dumasa Człowiek w żelaznej masce  (The Man in the Iron Mask, 1998) zagrał Raoula, feralnego syna Atosa (John Malkovich), zabitego w wyniku podstępu króla Ludwika XIV (Leonardo DiCaprio). W melodramacie Nie czas na łzy (Boys Don’t Cry, 1999) został obsadzony w roli notorycznego zabójcy Johna Lottera. W październiku 2002 roku powrócił do teatru w produkcji nowojorskiej Burn This, gdzie zastąpił Edwarda Nortona. Za rolę Charlesa „Chucka” Lane’a w dramacie Pierwsza strona (Shattered Glass, 2003) został uhonorowany nagrodami, w tym Independent Spirit Awards i na Las Palmas de Gran Canaria International Film Festival. Kilkakrotnie otrzymał także nagrodę Satelity; jako Mark w filmie Powrót do Garden State (Garden State, 2004), Clyde Martin w Kinsey (2004) i jako kapral Alan Troy w dramacie wojennym Jarhead: Żołnierz piechoty morskiej (Jarhead, 2005).
W 2008 wystąpił na Broadwayu jako Trigorin w przedstawieniu Mewa z Kristin Scott Thomas.

## Życie prywatne
Spotykał się z modelką Shalom Harlow (2001). 2 maja 2009 roku ożenił się z aktorką Maggie Gyllenhaal, z którą ma dwie córki: Ramonę (ur. 4 października 2006) i Glorię Ray (ur. 19 kwietnia 2012).

## Filmografia
| filmy fabularne | filmy fabularne                                                                        | filmy fabularne              | filmy fabularne                | filmy fabularne |
| Rok             | Tytuł                                                                                  | Rola                         | Reżyser                        |                 |
| --------------- | -------------------------------------------------------------------------------------- | ---------------------------- | ------------------------------ | --------------- |
| 1995            | Przed egzekucją (Dead Man Walking)                                                     | Walter Delacroix             | Tim Robbins                    |                 |
| 1997            | Historie z metra: Podziemne opowieści (Subway Stories: Tales from the Underground, TV) | chłopak                      | Lucas Platt                    |                 |
| 1998            | Minor Details                                                                          | Scott                        | Kief Davidson                  |                 |
| 1998            | Wariatkowo (Freak City, TV)                                                            | Cal Jackson                  | Lynne Littman                  |                 |
| 1998            | Człowiek w żelaznej masce (The Man in the Iron Mask)                                   | Raoul                        | Randall Wallace                |                 |
| 1998            | Desert Blue                                                                            | Billy Baxter                 | Morgan J. Freeman              |                 |
| 1998            | Następny dzień w raju (Another Day in Paradise)                                        | Ty                           | Larry Clark                    |                 |
| 1999            | Nie czas na łzy (Boys Don’t Cry)                                                       | John Lotter                  | Kimberly Peirce                |                 |
| 2000            | Cela (The Cell)                                                                        | narzeczony Julii Hickson     | Tarsem Singh                   |                 |
| 2000            | Housebound                                                                             | Tom                          | Mari Kornhauser                |                 |
| 2001            | Bacon Wagon (film krótkometrażowy)                                                     | kowboj Zombie Victim         | Lonny Zion                     |                 |
| 2001            | Centrum świata (The Center of the World)                                               | Richard Longman              | Wayne Wang                     |                 |
| 2002            | Imperium (Empire)                                                                      | Jack                         | Franc Reyes                    |                 |
| 2002            | Jezioro Salton (The Salton Sea) jako Jimmy the Fin                                     | Jimmy the Finn               | D.J. Caruso                    |                 |
| 2002            | K-19 (K-19: The Widowmaker)                                                            | porucznik Vadim Radchenko    | Kathryn Bigelow                |                 |
| 2002            | Bezwarunkowa miłość (Unconditional Love)                                               | Window Washer                | P.J. Hogan                     |                 |
| 2003            | Death of a Dynasty                                                                     | Brendon III                  | Damon Dash                     |                 |
| 2003            | Pierwsza strona (Shattered Glass)                                                      | Charles 'Chuck' Lane         | Billy Ray                      |                 |
| 2004            | Powrót do Garden State (Garden State)                                                  | Mark                         | Zach Braff                     |                 |
| 2004            | Kinsey                                                                                 | Clyde Martin                 | Bill Condon                    |                 |
| 2005            | Umierający Galijczyk (The Dying Gaul)                                                  | Robert Sandrich              | Craig Lucas                    |                 |
| 2005            | Klucz do koszmaru (The Skeleton Key)                                                   | Luke Marshall                | Iain Softley                   |                 |
| 2005            | Plan lotu (Flightplan)                                                                 | Gene Carson                  | Robert Schwentke               |                 |
| 2005            | Jarhead: Żołnierz piechoty morskiej (Jarhead)                                          | kapral Alan Troy             | Sam Mendes                     |                 |
| 2005            | Statler and Waldorf: From the Balcony                                                  | w roli samego siebie (Cameo) |                                |                 |
| 2007            | Rok psa (Year of the Dog)                                                              | Newt                         | Mike White                     |                 |
| 2007            | Transfer (Rendition)                                                                   | Alan Smith                   | Gavin Hood                     |                 |
| 2008            | Elegia (Elegy)                                                                         | Kenneth Kepesh               | Isabel Coixet                  |                 |
| 2008            | The Mysteries of Pittsburgh                                                            | Cleveland Arning             | Rawson Marshall Thurber        |                 |
| 2009            | Była sobie dziewczyna (An Education)                                                   | David Goldman                | Lone Scherfig                  |                 |
| 2009            | Pościg we mgle (In the Electric Mist)                                                  | Elrod Sykes                  | Bertrand Tavernier             |                 |
| 2009            | Sierota (Orphan)                                                                       | John Coleman                 | Jaume Collet-Serra             |                 |
| 2010            | Wybuchowa para (Knight and Day)                                                        | Fitzgerald                   | James Mangold                  |                 |
| 2011            | Green Lantern                                                                          | dr Hector Hammond            | Martin Campbell                |                 |
| 2012            | Robot i Frank (Robot & Frank)                                                          | Robot (głos)                 | Jake Schreier                  |                 |
| 2013            | Królowa XXX (Lovelace)                                                                 | Chuck Traynor                | Rob Epstein i Jeffrey Friedman |                 |
| 2013            | Blue Jasmine                                                                           | Dwight Westlake              | Woody Allen                    |                 |
| 2013            | Night Moves                                                                            | Harmon                       | Kelly Reichardt                |                 |
| 2013            | Very Good Girls                                                                        | Fitzsimmons                  | Naomi Foner Gyllenhaal         |                 |
| 2014            | Pionek (Pawn Sacrifice)                                                                | William Lombardy             | Edward Zwick                   |                 |
| 2015            | Experimenter                                                                           | Stanley Milgram              | Michael Almereyda              |                 |
| 2015            | Black Mass                                                                             | Brian Halloran               | Scott Cooper                   |                 |
| 2016            | Jackie                                                                                 | Robert F. Kennedy            | Pablo Larraín                  |                 |
| 2016            | Siedmiu wspaniałych (The Magnificent Seven)                                            | Bartholomew Bogue            | Antoine Fuqua                  |                 |

### Seriale TV
| Rok  | Tytuł                                      | Rola             | Uwagi                               |
| ---- | ------------------------------------------ | ---------------- | ----------------------------------- |
| 1995 | Prawo i porządek (Law & Order)             | Josh Strand      | odc.: „Paranoia"                    |
| 1997 | Oblicza Nowego Jorku (New York Undercover) | Donald Jones     | odc.: „School's Out"                |
| 2006 | Saturday Night Live                        | gospodarz        | odc.: „Peter Sarsgaard/The Strokes” |
| 2010 | Saturday Night Live                        | Boogerman        | odc.: „Amy Poehler/Katy Perry”      |
| 2013 | Dochodzenie (The Killing)                  | Ray Seward       | 10 odcinków                         |
| 2015 | Incydent (The Slap)                        | Hector Apostolou | 8 odcinków                          |
| 2021 | Lekomania                                  | Rick Mountcastle | 8 odcinków                          |